# 35-ös busz (Miskolc)
A miskolci 35-ös buszjárat a belváros és az Avas kapcsolatát látja el. Az egyik leggyakrabban járó és legnagyobb forgalmat bonyolító járat, annak köszönhetően, hogy az ország egyik legnagyobb lakótelepét köti össze Miskolc belvárosával.

## Története
1984 óta közlekedik, kezdetektől a jelenlegi útvonalán. A 2007-es átszervezés óta csuklós buszok is megjelennek, emiatt a Régiposta utca helyett a Madarász Viktor utcán fordul vissza, azóta megáll a Hősök terén is. A Fényi Gyula téren csak munkanapokon, 12:00 óra és 16:00 óra között áll meg. 2001-ben indult késő esti–hajnali párja 35É számjelzéssel, módosított útvonalon, mely 2015-ben átalakult 35R járattá. Utóbbi a repülőtérig közlekedett hosszabb, eltérőbb útvonalon, majd 2023-ban át lett számozva 36-osra, mely több járatsűrűséget élvez változatlan útvonalon.
2021. május 3-tól kezdve létrejött garázsmeneti járata 35G jelzéssel.
2023. október 14-től néhány járat csúcsidőben az Avas városközpontot is érinti.
A két állomás közti távot 12 perc alatt teszi meg.

## Útvonala
| Avas kilátó - Centrum | Centrum - Avas kilátó |
| --- | --- |
| - Avas kilátó - Leszih Andor utca - Hajós Alfréd utca - Mednyánszky László utca - Ifjúság útja - Derkovits Gyula utca - Népkert - Vörösmarty Mihály utca - Centrum | - Centrum - Hősök tere - Villanyrendőr - Népkert - Derkovits Gyula utca - Ifjúság útja - Mednyánszky László utca - Hajós Alfréd utca - Leszih Andor utca - Avas kilátó |

## Megállóhelyei
| 0  | Avas kilátó                                      | 15 | 29, 30, 31, 32, 34, 36, 39, Auchan 2                                | Avas kilátó, Országos Meteorológiai Szolgálat (Miskolci Regionális Központ)                                       |
| 1  | Leszih Andor utca                                | 14 | 29, 30, 31, 32, 34, 36, 39, Auchan 2                                | |
| 2  | Hajós Alfréd utca                                | 13 | 29, 30, 31, 32, 34, 36, 39, Auchan 2                                | |
| 3  | Mednyánszky László utca                          | 12 | 29, 30, 31, 32, 34, 36, 39, Auchan 2                                | Avasi Gimnázium                                                                                                   |
| 4  | Fényi Gyula tér (időszakos; déltől délután 4-ig) | ∫  |                                                                     | Fényi Gyula Jezsuita Gimnázium és Kollégium, Az Ige temploma                                                      |
| 5  | Ifjúság útja                                     | 11 | 20B, 29, 30, 31, 32, 34, 36, 39, Auchan 2                           | Avasi posta |
| 6  | Derkovits Gyula utca                             | 9  | 20B, 28                                                             | |
| 9  | Népkert/Pannon Tenger Múzeum                     | 6  | 12, 14, 20, 20A, 20B, 28, 34, 36, 43, 44                            | Sportcsarnok, Jégcsarnok, Vigadó, II. Rákóczi Ferenc Megyei Könyvtár                                              |
| 11 | Vörösmarty Mihály utca                           | ∫  | 12, 20, 20A, 20B, 28, 34, 43, 44, Auchan 1                          | |
| ∫  | Villanyrendőr                                    | 4  | 14, 28, 34, 36, 43, 44, Auchan 1 1, 1A, 2                           | Belváros, Szinva terasz                                                                                           |
| ∫  | Hősök tere                                       | 2  | 14, 28, 34, 36, 43, 44                                              | Hősök tere, Zsinagóga, Postapalota, Minorita templom, Földes Ferenc Gimnázium, Berzeviczy Gergely Szakközépiskola |
| 12 | Centrum                                          | 0  | 3A, 12, 20, 20A, 20B, 24, 28, 32, 34, 43, 44, 45, Auchan 1 1, 1A, 2 | Centrum áruház, Szinvapark, Metropol, Bató-ház, Belváros                                                          |

## Galéria

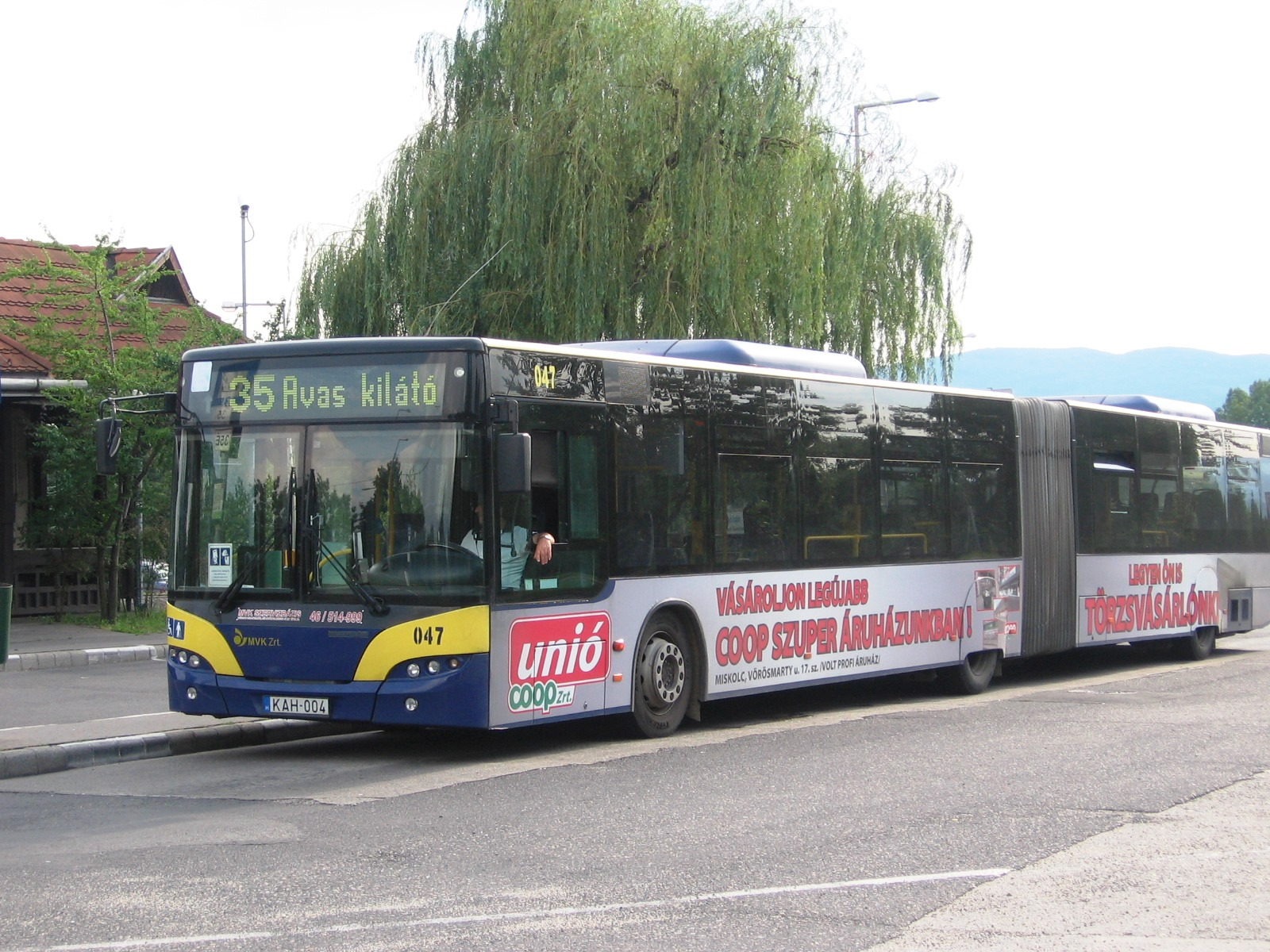
Neoplan Avas kilátó végállomáson 2014-ben